# Kung Oidipus
Kung Oidipus, äldre Konung Oidipus (grekiska: Οἰδίπους Τύραννος: Oidípous Týrannos) är en antik tragedi av Sofokles, författad cirka år 427 f.Kr.

## Oidipusmytens förhållande till dramat
Oidipusmyten återberättas inte i sin helhet i dramat utan är en myt ur vars stoff många antika dramer skapades. Sofokles skrev bland annat Kung Oidipus och Antigone som bygger på denna mytiska historia. Tragedin Kung Oidipus utspelar sig under en kortare tidsperiod, uppskattningsvis några dagar, utanför konungaborgen i Thebe. I form av tillbakablickar i replikerna får vi ta del av nödvändig information kring vad som föregått själva det tidsliga rummet i dramat.

## Oidipusmyten
Oidipus föds i Thebe som son till kung Laios och drottning Iokaste. Det spås av oraklet att han skall döda sin far och gifta sig med sin mor. För att undvika detta sätter de ut honom som liten på en äng. En herde hittar honom och ger Oidipus till en kungafamilj som inte kan få barn. När han vuxit upp blir han spådd att han ska döda sin far och gifta sig med sin mor. För att detta inte ska ske flyr han till Thebe, den stad där hans riktiga föräldrar bor. I en T-korsning[källa behövs] möter han en gammal man som sitter i en vagn dragen av häst. De blir osams om vem som skall väja för den andre, och i handgemänget dödar Oidipus den gamle mannen ovetande om att det är hans biologiske far. Han tror att Polybos är hans far. Gudarna har lovat att den som löser sfinxens gåta skall bli kung i Thebe. Gåtan är: vad är det som först går på fyra ben, sedan två och till sist tre ben? Oidipus svarar att det är människan. Gåtan är löst. I och med det blir Oidipus kung i Thebe och får gifta sig med Laios änka. Oidipus gifter sig alltså med Iokaste utan att veta att det är hans riktiga mor.

## Handlingen i dramat
Dramat börjar, när Oidipus varit kung i femton år. Thebe härjas av pest, som enligt oraklet är gudarnas straff för att den som mördat kungen inte har straffats. En budbärare, Teiresias, som har förmåga att tyda gudarnas bud, säger att mördaren finns i Thebe och att kungens mördare är en kung. Oidipus beskyller Teiresias för att vilja komma åt tronen, men då mer och mer kommer fram går sammanhanget upp för både Iokaste och Oidipus. Här inträffar dramats peripeti. När Teiresias säger att Laios dödades i en T-korsning, minns Oidipus att han en gång slog ihjäl en gammal man i en T-korsning. Då förstår Iokaste vem Oidipus är och att deras relation är incestuös; hon går därefter och hänger sig. När Oidipus förstår vem han själv och hans fru är, sticker han ut sina ögon med hennes guldspänne och visar sig med blödande ögon för folket. Anledningen till detta dramatiska skede i berättelsen är hans eget tycke, om att han varit förblindad och inte kunnat se klart och förstå vad som försiggått. Därför förtjänar han inte sina ögon. Efter att ha vandrat runt i blindheten, stödd på sin dotter Antigones axlar, får han dö i frid på en kulle utanför Aten. Oidipus blev sedan en av Atens skyddsgudar.
År 2017 utgav Ellerströms förlag en nyöversättning av Kung Oidipus, utförd av Jan Stolpe och Lars-Håkan Svensson. Tidigare har dramat översatts till svenska av Emil Zilliacus (1942) och av Björn Collinder (1972).